# Norra Vedbo härads första landsfiskalsdistrikt
Norra Vedbo härads första landsfiskalsdistrikt var 1918–1928 ett landsfiskalsdistrikt i Jönköpings län, bildat när Sveriges indelning i landsfiskalsdistrikt trädde i kraft den 1 januari 1918, enligt beslut den 7 september 1917. Detta distrikts område skulle egentligen ha ingått i ett landsfiskalsdistrikt benämnt Tranås, men då hinder uppstod för tillämpningen så beslutades det den 14 januari 1918 att de tre tidigare länsmansdistrikten i Norra Vedbo härad skulle ombildas till landsfiskalsdistrikt. Distriktet upphörde den 5 november 1928 (enligt beslut den 19 oktober 1928) och dess verksamhet överfördes till det nybildade Tranås landsfiskalsdistrikt.
Landsfiskalsdistriktet låg under länsstyrelsen i Jönköpings län, och landsfiskalen var 1921 baserad i Tranås.

## Ingående områden
Den 1 januari 1919 ombildades Tranås köping till Tranås stad.

### Från 1918
Norra Vedbo härad:
- Linderås landskommun
- Säby landskommun
- Tranås köping

### Från 1919
- Tranås stad

Norra Vedbo härad:
- Linderås landskommun
- Säby landskommun

## Landsfiskaler
- 1918–tidigast 1925: Sigurd Pira, född 1875.[4][5]